# Malzewo (Kaliningrad)
Malzewo (russisch Мальцево, deutsch Klein Karpowen (Klein Carpowen), 1938–1945: Kleinkarpau) ist ein Ort in der russischen Oblast Kaliningrad. Er gehört zur kommunalen Selbstverwaltungseinheit Munizipalkreis Osjorsk im Rajon Osjorsk.

## Geographische Lage
Malzewo liegt 19 Kilometer südwestlich der Rajonstadt Osjorsk (Darkehmen/Angerapp) an der Regionalstraße 27A-025 (ex R508). Im Ort mündet die aus Belabino (Szidlack/Schiedelau) über Nekrassowo ((Groß) Karpowen/Karpauen) kommende Kommunalstraße 27K-122 ein. Eine Bahnanbindung besteht nicht.

## Geschichte
Am 9. April 1874 wurde die Landgemeinde Klein Carpowen, später Klein Karpowen dem neu eingerichteten Amtsbezirk Kurkenfeld im Kreis Gerdauen zugeordnet. Am 4. Juni 1894 wurde die Landgemeinde Ernstwalde (russisch nach 1945: Ilmowka, nicht mehr existent) an die Landgemeinde Klein Karpowen angeschlossen. 1910 lebten hier 164 Einwohner. Am 30. September 1928 wurde die Landgemeinde Klein Karpowen mit dem Gutsbezirk Waldburg (heute russisch: Nikolajewka) zur neuen Landgemeinde Waldburg zusammengeschlossen. Am 3. Juni 1938 (mit amtlicher Bestätigung vom 16. Juli 1938) erhielt der Ortsteil den politisch-ideologisch gewollten Namen „Kleinkarpau“.
Im Januar 1945 wurde er von der Roten Armee besetzt. Die neue Polnische Provisorische Regierung ging zunächst davon aus, dass der Ort mit dem gesamten Kreis Gerdauen unter ihre Verwaltung fallen würde. Im Potsdamer Abkommen (Artikel VI) von August 1945 wurde die neue sowjetisch-polnische Grenze aber unabhängig von den alten Kreisgrenzen anvisiert, wodurch er unter sowjetische Verwaltung kam. Im November 1947 erhielt der Ort den russischen Namen Malzewo und wurde gleichzeitig dem Dorfsowjet Nekrassowski selski Sowet im Rajon Osjorsk zugeordnet. Die polnische Umbenennung des Ortes (als Kleinkarpenau) in Karpówko im Oktober 1948 wurde nicht mehr wirksam. Von 2008 bis 2014 gehörte Malzewo zur Landgemeinde Nowostrojewskoje selskoje posselenije, von 2015 bis 2020 zum Stadtkreis Osjorsk und seither zum Munizipalkreis Osjorsk.

## Kirche
Bis 1945 war Klein Karpowen/Klein Karpau mit seiner überwiegend evangelischen Bevölkerung in das Kirchspiel Karpowen (1938–1946 Karpauen) eingepfarrt. Es gehörte zum Kirchenkreis Darkehmen Kirchenprovinz Ostpreußen der Kirche der Altpreußischen Union.
Heute liegt Malzewo im Einzugsbereich der evangelischen Gemeinde der Stadt Tschernjachowsk (Insterburg) innerhalb der Propstei Kaliningrad der Evangelisch-Lutherischen Kirche Europäisches Russland (ELKER).